# David Karnes
David Kemp Karnes, född 12 december 1948 i Omaha, Nebraska, död 25 oktober 2020 i Boston, Massachusetts, var en amerikansk republikansk politiker. Han representerade delstaten Nebraska i USA:s senat 1987–1989.
Karnes utexaminerades 1971 från University of Nebraska-Lincoln. Han avlade senare juristexamen vid samma universitet. Han var verksam som affärsman i Nebraska och som tjänsteman i Washington, D.C.
Senator Edward Zorinsky avled 1987 i ämbetet. Karnes blev utnämnd till senaten fram till senatsvalet 1988. Han besegrades sedan av demokraten Bob Kerrey. Karnes avgick som senator den 3 januari 1989.